# 賽克斯-皮科協定

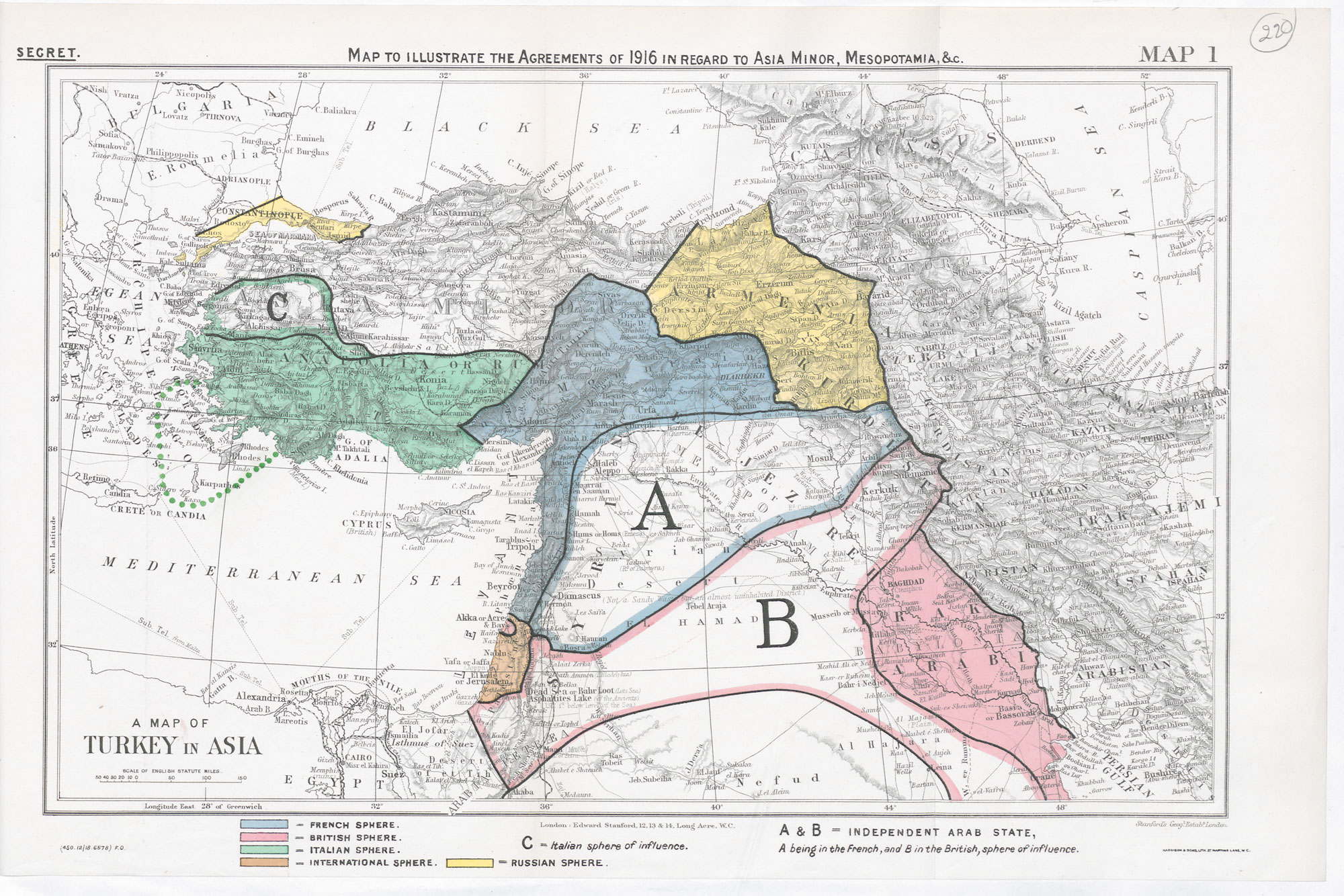
賽克斯-皮科協定地圖

賽克斯-皮科協定（英語：Sykes-Picot Agreement）是在第一次世界大戰時期的1916年5月16日，英國、法國、俄羅斯之間簽訂的瓜分鄂圖曼帝國的秘密協定。這份協議的草案是由英國的中東專家馬克·賽克斯和法國外交官弗朗索瓦·皮科制定的，故有此名。

## 概要
協約國在一戰期間曾就戰後瓜分鄂圖曼帝國進行過秘密協議。交涉自1915年11月時開始，由英國的馬克·賽克斯和法國的弗朗索瓦·皮科製作草案。之後俄羅斯帝國也參加了協議，並在彼得格勒簽訂了這份秘密協定。協定于阿拉伯起義發生前夕的1916年5月16日簽訂。內容如下。
- 敘利亞、安那托利亞南部、伊拉克的摩蘇爾地區劃為法國的勢力範圍。
- 敘利亞南部和美索不達米亞南部（現伊拉克大部份地區）為英國勢力範圍。
- 黑海東南沿岸、博斯普魯斯海峽、達達尼爾海峡兩岸地區為俄羅斯勢力範圍。

這個協定和英國保證中東阿拉伯國家將獲得獨立的侯賽因-馬克馬洪協定及英國關於巴勒斯坦地區猶太人居住地的貝爾福宣言 （1917年11月）互相矛盾，因而遭到了批判。
1917年發生了俄羅斯革命，同年11月，布爾什維克革命政府公佈了舊俄羅斯帝國的秘密外交賽克斯-皮科協定，引發了阿拉伯國家的反彈。
侯赛因·本·阿里之子費薩爾率領的阿拉伯軍隊在1918年9月攻入敘利亞的大馬士革，遭到了視敘利亞為自身勢力範圍的法國的反對，1920年7月被趕出了大馬士革。侯賽因-馬克馬洪協定的阿拉伯人國家範圍包括了霍姆斯、哈馬、阿勒頗、大馬士革連線以東的地區。英法兩國於1920年4月舉行的圣雷莫會議瓜分了此一地區。
費薩爾之後自英國獲得了伊拉克國王之位。而反法運動的領導者，費薩爾之兄阿卜杜拉王子獲得了外約旦酋長之位，這片地區之後成為現在的約旦王國。可以說，除了敘利亞地區之外，侯賽因-馬克馬洪協定的內容得到了遵守。
侯賽因創設的漢志王國因之後侯賽因自稱哈里發而被伊斯蘭教指導者反對，內志蘇丹國后戰勝了漢志王國，兩國合併。
鄂圖曼帝國在第一次大戰戰敗之後解體，經過土耳其革命之後，成為現在的土耳其共和國。英國和法國在此之後正式瓜分了中東。
賽克斯-皮科協定及其之後的瓜分交涉所確定的國境線對之後這一地區的國境也產生了影響。法國勢力範圍的敘利亞地區在之後分為獨立的黎巴嫩、敘利亞兩國，英國勢力範圍則在之後獨立為伊拉克、科威特等國家。其國境線系人工劃定，并不是自然的國境線。
在此之後，還因一連串的矛盾外交引發了巴勒斯坦問題，以及被不自然的國境線分裂的庫爾德人問題等諸多中東問題。
德国全球和区域研究中心中东问题专家弗尔廷（Henner Fürtig）说：「这种人为地划分国界凭空建国的方式造成了之后的几十年间无数的战争冲突。」他说，这个问题持续了100年仍没有得到解决，而且也一直对地区安全构成隐患。